# Ludwik Mikołaj Radziwiłł

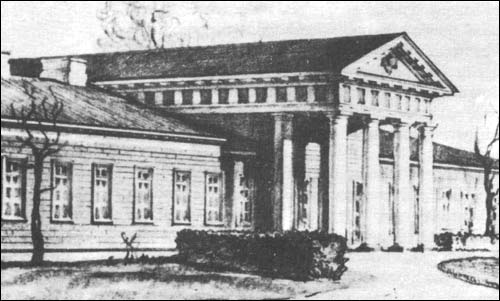
Pałac w Radzwiłłmontach należący do ordynacji kleckiej

Ludwik Mikołaj Radziwiłł herbu Trąby (ur.  14 sierpnia 1773,  zm. 3 grudnia 1830 w Nieborowie) – polski książę, arystokrata z rodu Radziwiłłów, XI ordynat na Klecku, właściciel m.in.   Radziwiłłmontów.

## Życiorys
Ludwik Mikołaj Radziwiłł urodził jako syn księcia Michała Hieronima Radzwiłła, X ordynata na Klecku i wojewody wileńskiego oraz  Heleny Przeździeckiej herbu Pierzchała (znanej także z niechlubnego romansu z królem Stanisławem Augustem Poniatowskim).
Ludwik Mikołaj miał dziesięcioro rodzeństwa, w tym słynnego brata Michała Gedeona Radziwiłła, który pełnił funkcję Naczelnego Wodza wojsk polskich podczas powstania listopadowego (1830–1831).
Nie jest znane miejsce urodzenia, ale rok po narodzinach rodzina przeniosła się do nowego pałacu w Nieborowie zakupionego przez jego ojca w 1774.
W 1804 r. poślubił Mariannę Wodzińską (1783-1823) herbu Jastrzębiec, z którą miał dwoje dzieci:
- Helenę Radziwiłł (1805–1827) – w 1825 roku w Poznaniu wyszła za mąż za księcia Wilhelma Fryderyka Radziwiłła, XIII ordynata na Nieświeżu.
- Leona Hieronima Radziwiłła (1808–1885) – późniejszy generał w armii carskiej i X ordynat na Klecku. Jego edukacją zajmował się francuski emigrant i rojalista Jean de Nève.

## Ordynacja klecka
Dziedzicząc po ojcu, Michale Hieronimie Radziwille, Ludwik Mikołaj objął ordynację klecką. 
Rodzina Radziwiłłów ustanowiła ordynacje rodowe — specjalne fundacje rodzinne mające na celu zabezpieczenie majątków przed rozdrobnieniem. Ordynacje te rządziły się prawami nadanymi przez sejm i nie podlegały podziałowi w procesie dziedziczenia. Właścicielem ordynacji był zazwyczaj najstarszy syn, a w przypadku braku bezpośredniego następcy wybierano nowego ordynata.
Radziwiłłowie posiadali trzy główne ordynacje związane z ich kluczowymi posiadłościami: nieświeską, ołycką i klecką. Ludwik Mikołaj jako XI ordynat zarządzał ordynacją klecką, dbając o jej integralność i ciągłość w ramach rodu.

## Dalsze losy rodziny
Małżeństwo Marianny i Ludwika Mikołaja spędziło pewien czas w Warszawie, gdzie w 1808 r. urodził się ich syn Leon Hieronim. Dzięki staraniom rodziców otrzymał on staranne wykształcenie domowe pod okiem Jeana de Nève.
Po małżeństwie córki Heleny z Wilhelmem Fryderykiem Radziwiłłem, sytuacja rodzinna wyglądała tak, że  księżna Marianna z Wodzińskich Radziwiłłowa była XI ordynatową klecką, podczas gdy jej córka Helena została XIII ordynatową nieświeską.
Księżna Marianna zmarła w czerwcu 1823 r. w wieku około 40 lat. Pochowana została w rodzinnym dworze w Radzwiłłmontach. Klilka lat później, w 1827 r., w bardzo młodym wieku 22 lat zmarła jej córka Helena. Jej mąż, książę Ludwik Mikołaj zmarł w 1830 r.
Po śmierci ojca, w wieku 22 lat ich syn, książę Hieronim Leon Radziwiłł, został XII ordynatem kleckim.